# James Speed

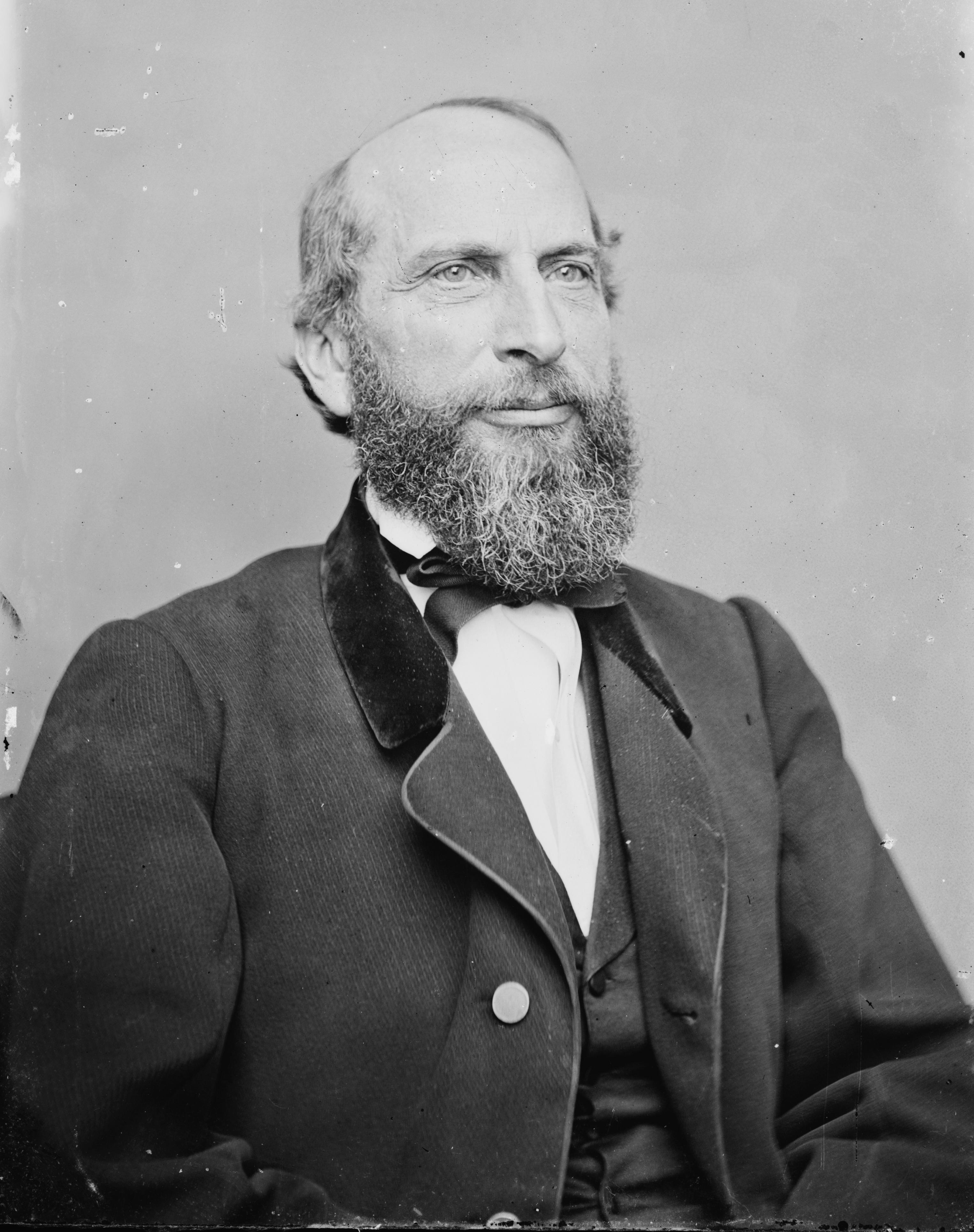
James Speed

James Speed (* 11. März 1812 im Jefferson County, Kentucky; † 25. Juni 1887 in Louisville, Kentucky) war ein US-amerikanischer Jurist und Politiker, der unter den US-Präsidenten Abraham Lincoln und Andrew Johnson als Justizminister (Attorney General) amtierte.

## Familie, Studium und berufliche Laufbahn
Speed war ein Nachfahre des englischen Kartografen John Speed. Sein Bruder Joshua Fry Speed war der engste Freund des späteren Präsidenten Abraham Lincoln. Er selbst studierte als Sohn eines Richters Rechtswissenschaften an der Transylvania University in Lexington. 1833 erfolgte seine Zulassung zum Rechtsanwalt in Louisville.
1856 wurde er zum Professor der Rechtswissenschaften an die University of Louisville berufen, an der er bis 1858 und erneut von 1872 bis 1879 unterrichtete.

## Politische Laufbahn

### Politiker in Kentucky und Sezessionskrieg
1847 begann er seine politische Laufbahn als Mitglied des Repräsentantenhauses von Kentucky, in der bis 1849 die Interessen der Whig Party vertrat. Als Gegner der Sklaverei und Befürworter einer Gleichberechtigung der Sklaven scheiterte 1849 seine Kandidatur zur Verfassungsgebenden Versammlung von Kentucky. Von 1851 bis 1854 war er Mitglied des Stadtrates von Louisville sowie zwei Jahre davon dessen Vorsitzender.
Vor Ausbruch des Bürgerkrieges setzte er sich intensiv für den Verbleib Kentuckys in der Union ein und war zeitweise auch Kommandeur der Heimatgarde des Bundesstaates. Als Führer der Pro-Union-Kräfte wurde er 1861 in den Senat von Kentucky gewählt und brachte als solcher 1862 einen Gesetzentwurf ein, der die Enteignung des Vermögens der Unterstützer der Konföderation vorsah.

### Justizminister unter den Präsidenten Lincoln und Johnson
Am 2. Dezember 1864 berief ihn US-Präsident Abraham Lincoln, mit dem er seit seiner Jugend befreundet war, als Nachfolger von Attorney General Edward Bates in sein Kabinett. Nach der Ermordung von Lincoln am 15. April 1865 verblieb er auch unter dessen Nachfolger Andrew Johnson in diesem Amt.
Nach der Ermordung Lincolns trat er der Bewegung der Radical Republicans bei und setzte sich zugleich für ein Wahlrecht der männlichen Afroamerikaner ein. Er sah die Ermordung Lincolns durch John Wilkes Booth als eine Folge der Politik der Konföderierten Staaten an und sprach sich daher erfolglos für die Verurteilung von Booth durch ein Militärgericht aus.
Enttäuscht über die zunehmend konservativere Politik Johnson insbesondere in der Frage der Reconstruction trat er am 22. Juli 1866 von seinem Amt als Justizminister zurück.

### Erfolglose Kandidaturen in späteren Jahren
Seine radikalen gegen die Sklaverei gerichteten Ansichten wurden in Kentucky scharf kritisiert, was zur Folge hatte, dass 1867 eine Kandidatur als US-Senator ebenso scheiterte wie 1868 seine Bemühungen zur Nominierung als Vizepräsidentschaftskandidat der Republikanischen Partei gegen Schuyler Colfax und 1870 die Kandidatur zum Abgeordneten des US-Repräsentantenhauses als Vertreter des fünften Kongresswahlbezirks von Kentucky.
Dennoch wurde er 1872 sowie 1876 zumindest Delegierter bei der Republican National Convention, nachdem er sechs Jahre zuvor Präsident der so genannten Loyalists Convention in Philadelphia war.